# ۹ شوال
۹ شوال، نهمین روز از ماه شوال در تقویم هجری قمری است.
در تقویم هجری قمری قراردادی این روز دویست و هفتاد و پنجمین روز سال است.

## درگذشتگان
- ۱۳۳۳ - توفیق فکرت شاعر تُرکی عثمانی